# Brandvlei
Brandvlei est une ville d'Afrique du Sud, située au Cap-Nord.
La ville compte 2 859 habitants en 2011.